# Sandra Spick

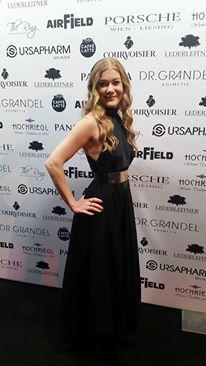
Sandra Spick beim Leading Ladys Award 2016

Sandra Spick (* 17. August 1989 in Wien als Sandra Raunigg) ist eine österreichische Moderatorin, YouTuberin, Podcasterin und Schauspielerin.

## Leben und Karriere
Sandra Spick absolvierte nach ihrer Matura im Jahr 2007 die Ausbildung an der „Schauspielschule Krauss“. Danach folgten Engagements u. a. am Volkstheater Wien (Nathan der Weise, Die Welle, Fahrenheit 451) sowie bei diversen Filmprojekten.
Im Jahr 2014 schloss Spick ihr Studium „Journalismus und Medienmanagement“ an der FH Wien mit dem Titel Bachelor of Arts ab. Während des Studiums sammelte sie praktische Redaktionserfahrung u. a. beim ORF, Kurier und bei Kronehit. Ebenda absolvierte sie schon während ihres Studiums ein Traineeship für On Air Radiomoderation und wurde im Jänner 2013 bei KroneHit unter Vertrag genommen. Neben den Musiksendungen, die Spick weiterhin moderiert, bekam sie im Dezember 2015 ihr eigenes Format auf KroneHit unter dem Namen „Kronehit Candidate, die Sendung zum Verlieben“, eine Dating Show im Radio.
Seit dem 27. Januar 2015 betreibt Spick den YouTube-Kanal „Total Versext“. Dort postet sie Videos zum Thema Aufklärung, Sexualität und Emanzipation im Interviewformat. Die Gäste der Talkshow sind ausschließlich weiblich und die Interviews werden im Bett gedreht.
Ihr TV-Format „Let's Talk about Sex – mit Sandra Spick“ feierte im Oktober 2022 auf Krone TV-Premiere.
Neben ihrer Tätigkeit als Radiomoderatorin und Fernsehmoderatorin ist Sandra Spick auch als Event- und Veranstaltungsmoderatorin tätig.